# Fountain L. Thompson
Fountain Land Thompson, född 18 november 1854 i Macoupin County, Illinois, död 4 februari 1942 i Los Angeles, Kalifornien, var en amerikansk demokratisk politiker. Han representerade delstaten North Dakota i USA:s senat 1909-1910.
Thompson studerade juridik. Han flyttade 1888 till Dakotaterritoriet. Han arbetade som domare i Towner County 1890-1894.
Senator Martin N. Johnson avled 1909 i ämbetet och efterträddes av Thompson. Han avgick sedan följande år och efterträddes av William E. Purcell.
Thompson flyttade 1921 till Los Angeles. Hans grav finns på Hollywood Forever Cemetery.